# Carmen Palau
Carmen Palau (Buenos Aires, 1939 - 15 de março de 1993) foi uma actriz de rádio e teatro argentina.

## Carreira
Actriz teatral, Carmen Palau desenvolveu sua notável carreira junto a sua irmã, a jovem actriz cinematográfica, Yaya Palau. Brilhou no palco na década de 1930 ao integrar a  Companhia dramática Laserre  junto a primeiras figuras como Delia Escalada, Amalia Bozán, Hugo Melián, Armando Schiavi, Alberto Spina, Benjamín Irusta e Pepito Lettra.
Em 1958 integra a "Companhia de Comédia Luis Arata" com quem faz a obra El gorro de cascabel, estreada no Teatro Montevideo, com um importante elenco que incluía a Carmen Llambí, Berta Gangloff, José María Fra, Beatriz Villamajo, Iván Grondona e Pepita Méndez. Com esta companhia também apresentou a obra  Monsieur Gastón, de Tálice e Montame.
Em rádio actuou no radio-teatro  Los jazmines del 80  protagonizada por Pascual Pelliciotta, Eva Duarte, Lita Senén, Marcos Zucker, Ada Pampín, Marta Tamar e Francisco de Paula, entre outros.